# Georg Bydlinski
Georg Bydlinski (* 30. května 1956, Štýrský Hradec) je rakouský spisovatel.

## Životopis
Vyrůstal jako syn právního teoretika Franze Bydlinského ve Štýrsku, v Porýní a okolí Vídně. Jeho mladší bratr je komik Mini Bydlinski. Profesoři občanského práva, Peter (profesor na univerzitě ve Štýrském Hradci) a Michael (profesor na univerzitě v Linci a soudce Nejvyššího soudu), jsou také jeho bratři. Studoval anglistiku a náboženskou výchovu na univerzitě ve Vídni, absolvoval v roce 1981 s magisterským titulem. Od roku 1982 žije jako spisovatel na volné noze v Mödlingu.
Je autorem románů, dětských knih a básní. Pracuje také jako redaktor antologií a překladatel. Za své dílo získal několik ocenění. Je členem IG Autorinnen Autoren, Grazer Autorenversammlung, Österreichischer Schriftstellerverband, Literaturkreis Podium a Friedrich-Bödecker-Kreis.

## Dílo
- Pimpel und Pompel aus Limonadien, 1980
- Distelblüte, 1981
- Das Entchen und der große Gungatz, 1981 (spoluautoři Käthe Recheis a Alicia Sancha)
- Der Mond heißt heute Michel, 1981
- Die Sprache bewohnen, 1981
- Hinwendung zu den Steinen, 1984
- Schritte, 1984
- ... Weil wir Heinzelmännchen sind, 1984 (spoluautor Piotr Stolarczyk)
- Kopf gegen Beton, 1986
- Der himbeerrote Drache, 1988 (spoluautor Piotr Stolarczyk)
- Landregen, 1988
- Satellitenstadt, 1988
- Was sich Gott alles ausgedacht hat, (spoluautorka Brigitte Smith)
- Ein Krokodil geht in die Stadt, (spoluautor Piotr Stolarczyk)
- Guten Morgen, die Nacht ist vorbei, (spoluautor Winfried Opgenoorth)
- Im Halblicht, 1991
- Wurfparabel, 1991
- Die bunte Brücke, 1992
- Der Hinzel-Henzel-Hunzelmann, 1992
- Ein Krokodil entdeckt die Nacht, 1992
- Der Schattenspringer und das Monster, 1993
- Krok bleibt am Ball, 1994 (spoluautor Piotr Stolarczyk)
- Bärenschüler, 1995 (spoluautor Franz Hoffmann)
- Das Gespenst im Badezimmer, 1995
- Katzenpostamt, 1995 (spoluautor Franz Hoffmann)
- Tierfeuerwehr, 1995 (spoluautor Franz Hoffmann)
- Vogelzirkus, 1995 (spoluautor Franz Hoffmann)
- Wintergras, 1995
- Die 3 Streithasen, 1996 (spoluautor Marianne Bors)
- Affentheater, 1997 (spoluautor Franz Hoffmann)
- Hasenfußball, 1997 (spoluautor Franz Hoffmann)
- Hundepolizei, 1997 (spoluautor Franz Hoffmann)
- Krok geht in die Schule, 1997 (spoluautor Piotr Stolarczyk)
- Schweinchenexpress, 1997 (spoluautor Franz Hoffmann)
- Immer diese Nervensägen!, 1998
- Bald bist du wieder gesund, 1999 (spoluautor Birgit Antoni)
- Zimmer aus Licht, 1999
- Daniel hilft wie ein Großer, 2000 (spoluautor Birgit Antoni)
- Der dicke Kater Pegasus, 2000 (spoluautor Carola Holland)
- Höre mich, auch wenn ich nicht rufe, 2000
- Schneefänger, 2001
- Stadt, Rand, Nacht, 2002
- Wasserhahn und Wasserhenne, 2002
- Sieben auf der Suche, 2003
- Lindas Blues, 2004
- Der Zapperdockel und der Wok, 2004 (spoluautor Jens Rassmus)
- Ein Gürteltier mit Hosenträgern, 2005
- Hier ist alles irgendwie anders, 2005 (spoluautor Birgit Antoni)
- Schattenschaukel, 2006
- Wie ein Fisch, der fliegt, 2006
- Das kleine Buch für gute Freunde, 2007 (spoluautor Katharina Bußhoff)
- Das kleine Buch zum Trösten, 2007
- Jahrzehnteschnell, 2009
- Die Bibel für Kinder und ihre Erwachsenen, poslechová kniha, 2011 (spoluautor Birgit Bydlinski)